# Гибридный локомотив
Гибридный локомотив — локомотив, использующий перезаряжаемые системы хранения энергии.

## Принцип работы
Избыточная энергия от источника питания, или энергия, получаемая от рекуперативного торможения, заряжает систему хранения. Во время трогания с места и разгона запасенная энергия направляется к системе передачи, увеличивая доступную мощность. 

## Мировые образцы
В Японии корпорация Toshiba выпускает маневровый тепловоз HD300 с гибридной силовой установкой мощностью 500 кВт. Уже более 20 тепловозов эксплуатирует Japan Freight Railway Company.

### Россия
Образцом такого локомотива в России может выступать тепловоз ТЭМ9H SinaraHybrid, созданный на базе тепловоза ТЭМ9. Он имеет мощность 1200 л.с., оснащён гибридной силовой установкой.
Тепловоз изготовлен на Людиновском тепловозостроительном заводе (группа Синара) в декабре 2011 года. В июне 2012 года, в рамках Международного форума «Стратегическое партнерство 1520», было заключено соглашение о поставке таких тепловозов для нужд РЖД начиная с 2013 года.